# Èlan Béarnais Pau-Orthez
L'Élan Béarnais Pau-Orthez és un club francès de bàsquet de la ciutat de Pau.

## Història
El club nasqué l'any 1908 amb el nom d'Élan Béarnais, a la ciutat d'Ortés. Es tracta d'un club poliesportiu, però la seva secció més destacada ha estat el basquetbol. Aquesta aparegué l'any 1931. El 1989 esdevingué Élan Béarnais Pau-Orthez. Ha jugat al pavelló de la Moutète d'Orthez fins al 1991, en què es traslladà al Palau dels esports de Pau, amb capacitat per a 7.707 espectadors.

## Palmarès
- 1 Copa Korac: 1984.
- 9 Lliga francesa de bàsquet: 1986, 1987, 1992, 1996, 1998, 1999, 2001, 2003, 2004.
- 5 Copa francesa de bàsquet: 1991, 1992, 1993, 2002, 2003.
- 1 Semaine des As: 2003.

## Jugadors històrics
- Mathieu Bisséni
- Howard Carter
- Boris Diaw
- Fabien Dubos
- Didier Gadou
- Paul Henderson
- Freddy Hufnagel
- Mike Jones
- Cyril Julian
- Dragan Lukovski
- Gheorghe Muresan
- Johan Petro
- Florent Piétrus
- Mickaël Piétrus
- Antoine Rigaudeau
- Rod Sellers
- Frédéric Fauthoux
- Laurent Foirest
- Thierry Gadou

## Entrenadors històrics
- George Fischer
- Michel Gomez
- Jacques Monclar
- Claude Bergeaud
- Frédéric Sarre
- Didier Gadou

## Dirigents històrics
- Pierre Seillant